# Yékini
Yékini est le surnom de Yakhya Diop, anciennement champion (« Roi des Arènes ») de lutte sénégalaise. Plusieurs fois champion d'Afrique de lutte sans frappe, il a aujourd'hui dans le sport national sénégalais un palmarès de 22 combats, 19 victoires, 1 nul et 2 défaites. Il annonce sa retraite en 2016.

## Biographie
Yakhya Diop est né le 28 février 1974 à Bassoul, dans le delta du Saloum, en pays sérère. Il mesure 1,95 m et pèse 135 kg. 
Depuis sa retraite comme athlète, Yékini est devenu organisateur de combats de lutte.

## Carrière
Yékini est un lutteur pensionnaire et chef de file de l'écurie Ndakaaru.  
Il a disputé 22 combats  : 
- 19 victoires (Kadd-Gui, Modou Pouye, Mor Nguer, Pape Cissé, Baye Fall, Mohamed Ali, Mor Fadam, Bombardier (3 fois), Lac de Guiers 1, Khadim Ndiaye (2 fois), Tyson (2 fois), Balla Bèye 2 (3 fois), Gris Bordeaux),

- 1 nul (Moustapha Guèye)

- 2 defaites (Balla Gaye 2, Lac de Guiers 2).
- 4 années blanches 1999/2000, 2012/2013, 2013/2014, 2014/2015

### 1996/1997
| Année | Jour    | Lutteur | Écurie   | Adversaire | Écurie adverse | Résultat |
| ----- | ------- | ------- | -------- | ---------- | -------------- | -------- |
| 1997  | 10 août | Yekini  | Ndakaaru | Kadd Gui   | Pikine Nord    | Victoire |

### 1997/1998
| Année | Jour        | Lutteur | Écurie   | Adversaire    | Écurie adverse | Résultat |
| ----- | ----------- | ------- | -------- | ------------- | -------------- | -------- |
| 1997  | 23 novembre | Yekini  | Ndakaaru | Modou Pouye 2 |                | Victoire |
| 1998  | 1er mars    | Yekini  | Ndakaaru | Pape Cissé    |                | Victoire |

### 1998/1999
| Année | Jour        | Lutteur | Écurie   | Adversaire | Écurie adverse | Résultat |
| ----- | ----------- | ------- | -------- | ---------- | -------------- | -------- |
| 1997  | 28 novembre | Yekini  | Ndakaaru | Mor Nguer  | Medina         | Victoire |
| 1998  | 1er mars    | Yekini  | Ndakaaru | Pape Cissé | Pikine         | Victoire |

### 1999/2000
| Année     | Jour   | Lutteur  | Écurie        | Adversaire    | Écurie adverse | Résultat      |
| --------- | ------ | -------- | ------------- | ------------- | -------------- | ------------- |
| 1999-2000 | Yekini | Ndakaaru | Année blanche | Année blanche | Année blanche  | Année blanche |

### 2000/2001
| Année | Jour     | Lutteur | Écurie   | Adversaire    | Écurie adverse | Résultat |
| ----- | -------- | ------- | -------- | ------------- | -------------- | -------- |
| 2001  | 22 avril | Yekini  | Ndakaaru | Khadim Ndiaye | Thiaroye/Mer   | Victoire |
| 2001  | 24 mai   | Yekini  | Ndakaaru | Baye Fall     | Medina         | Victoire |

### 2001/2002
| Année | Jour        | Lutteur | Écurie   | Adversaire   | Écurie adverse | Résultat |
| ----- | ----------- | ------- | -------- | ------------ | -------------- | -------- |
| 2002  | 1er janvier | Yekini  | Ndakaaru | Balla Beye 2 | Haal Pulaar    | Victoire |

### 2002/2003
| Année | Jour    | Lutteur | Écurie   | Adversaire      | Écurie adverse | Résultat |
| ----- | ------- | ------- | -------- | --------------- | -------------- | -------- |
| 2003  | 8 juin  | Yekini  | Ndakaaru | Mor Fadam       | Mermoz         | Victoire |
| 2003  | 15 août | Yekini  | Ndakaaru | Lac de Guiers 1 | Walo           | Victoire |

### 2003/2004
| Titre          | Année | Jour    | Lutteur | Écurie   | Adversaire | Écurie adverse | Résultat |
| -------------- | ----- | ------- | ------- | -------- | ---------- | -------------- | -------- |
| Roi des arènes | 2004  | 28 mars | Yekini  | Ndakaaru | Bombardier | Mbour          | Victoire |

Avec cette victoire  sur le tombeur de Mohamed Ndao Tyson Yekini devient le roi des arènes.

### 2004/2005
| Titre          | Année | Jour   | Lutteur | Écurie   | Adversaire    | Écurie adverse | Résultat |
| -------------- | ----- | ------ | ------- | -------- | ------------- | -------------- | -------- |
| Roi des arènes | 2005  | 14 mai | Yekini  | Ndakaaru | Khadim Ndiaye | Thiaroye       | Victoire |

### 2005/2006

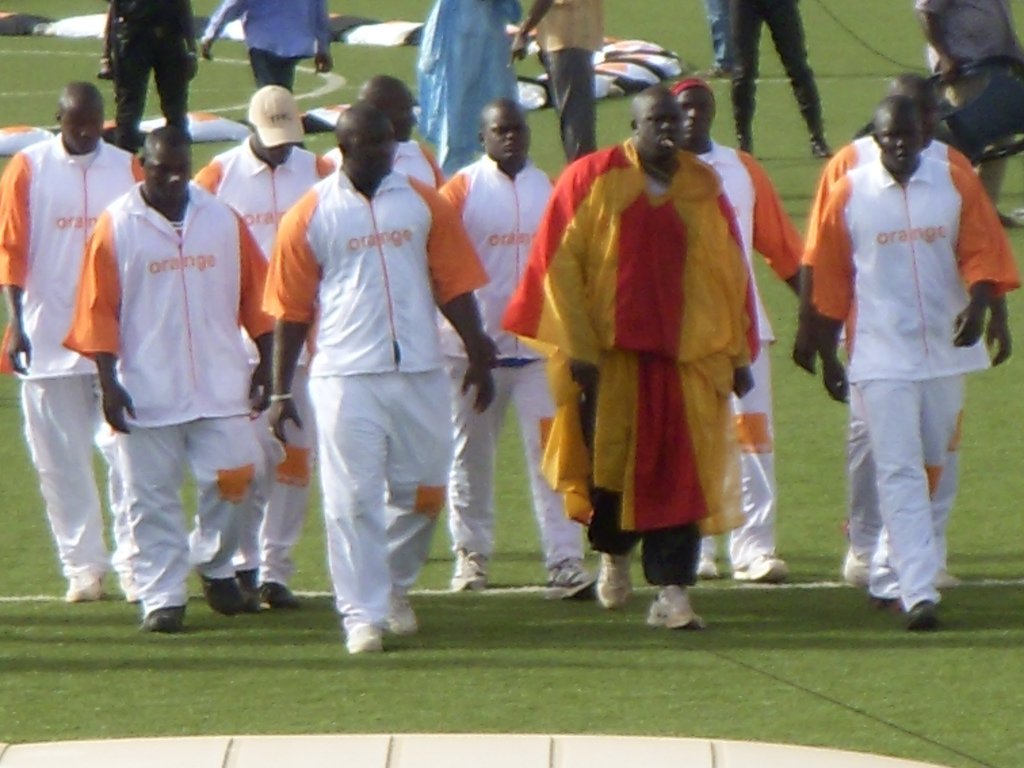
Entrée dans l'arène au stade Demba Diop de Dakar le 10 juin 2007.

| Titre          | Année | Jour        | Lutteur | Écurie   | Adversaire      | Écurie adverse | Résultat  |
| -------------- | ----- | ----------- | ------- | -------- | --------------- | -------------- | --------- |
| Roi des arènes | 2006  | 1er janvier | Yekini  | Ndakaaru | Tyson           | Boul Falle     | Victoire  |
| Roi des arènes | 2006  | 30 juillet  | Yekini  | Ndakaaru | Moustapha Gueye | Fass           | Match Nul |

### 2006/2007
| Titre          | Année | Jour    | Lutteur | Écurie   | Adversaire   | Écurie adverse | Résultat |
| -------------- | ----- | ------- | ------- | -------- | ------------ | -------------- | -------- |
| Roi des arènes | 2007  | 10 juin | Yekini  | Ndakaaru | Balla Beye 2 | Haal Pulaar    | Victoire |

### 2007/2008
| Titre          | Année | Jour       | Lutteur | Écurie   | Adversaire   | Écurie adverse | Résultat |
| -------------- | ----- | ---------- | ------- | -------- | ------------ | -------------- | -------- |
| Roi des arènes | 2008  | 23 juillet | Yekini  | Ndakaaru | Balla Beye 2 | Haal Pulaar    | Victoire |

### 2008/2009
| Titre          | Année | Jour       | Lutteur | Écurie   | Adversaire    | Écurie adverse | Résultat |
| -------------- | ----- | ---------- | ------- | -------- | ------------- | -------------- | -------- |
| Roi des arènes | 2009  | 26 juillet | Yekini  | Ndakaaru | Gris Bordeaux | Fass           | Victoire |

### 2009/2010
| Titre          | Année | Jour    | Lutteur | Écurie   | Adversaire | Écurie adverse | Résultat |
| -------------- | ----- | ------- | ------- | -------- | ---------- | -------------- | -------- |
| Roi des arènes | 2010  | 4 avril | Yekini  | Ndakaaru | Tyson      | Boul Fale      | Victoire |

Le 4 avril 2010 à l'occasion du cinquantenaire de l'indépendance du Sénégal, il accorde une revanche pour un cachet de 100 000 000 Fcfa à Tyson dans ce que beaucoup d'observateurs qualifient de « combat du siècle ». Lors de ce combat, après un long temps d'observation, Yékini sort vainqueur et confirme ainsi son titre de « Roi des Arènes ».

### 2010/2011
| Titre          | Année | Jour      | Lutteur | Écurie   | Adversaire | Écurie adverse | Résultat |
| -------------- | ----- | --------- | ------- | -------- | ---------- | -------------- | -------- |
| Roi des arènes | 2011  | 2 janvier | Yekini  | Ndakaaru | Bombardier | Mbour          | Victoire |

Le 2 janvier 2011, il remporte pour la troisième fois son combat contre Bombardier.

### 2011/2012
| Titre          | Année | Jour     | Lutteur | Écurie   | Adversaire   | Écurie adverse            | Résultat |
| -------------- | ----- | -------- | ------- | -------- | ------------ | ------------------------- | -------- |
| Roi des arènes | 2012  | 22 avril | Yekini  | Ndakaaru | Balla Gaye 2 | Ecole de Lutte Balla Gaye | Defaite  |

Le 22 avril 2012 Balla Gaye 2 après un combat rapide met fin a quinze ans d'invincibilité et lui prend le titre de roi des arènes.
Yekini aura gardé ce titre 8 ans et l'aura défendu 8 fois.

### 2012/2013
| Année     | Jour   | Lutteur  | Écurie        | Adversaire    | Écurie adverse | Résultat      |
| --------- | ------ | -------- | ------------- | ------------- | -------------- | ------------- |
| 2012-2013 | Yekini | Ndakaaru | Année blanche | Année blanche | Année blanche  | Année blanche |

### 2013/2014
| Année     | Jour   | Lutteur  | Écurie        | Adversaire    | Écurie adverse | Résultat      |
| --------- | ------ | -------- | ------------- | ------------- | -------------- | ------------- |
| 2013-2014 | Yekini | Ndakaaru | Année blanche | Année blanche | Année blanche  | Année blanche |

### 2014/2015
| Année     | Jour   | Lutteur  | Écurie        | Adversaire    | Écurie adverse | Résultat      |
| --------- | ------ | -------- | ------------- | ------------- | -------------- | ------------- |
| 2014-2015 | Yekini | Ndakaaru | Année blanche | Année blanche | Année blanche  | Année blanche |

### 2015/2016
| Année | Jour       | Lutteur | Écurie   | Adversaire      | Écurie adverse | Résultat |
| ----- | ---------- | ------- | -------- | --------------- | -------------- | -------- |
| 2016  | 24 juillet | Yekini  | Ndakaaru | Lac de Guiers 2 | Walo           | Défaite  |

### 2016/2017
Yekini organise une conference de presse pour  annonce sa retraite le lundi 17 octobre 2016.
Son bilan global est de 19 victoires, 1 nul et 2 défaites, avec 15 ans d'invincibilité entre 1997 et 2012.